# Liste des circonscriptions électorales du Sussex de l'Ouest
 (août 2020).
 (mars 2021).
Le comté du West Sussex est divisé en huit circonscriptions parlementaires : deux borough constituencies et six county constituencies.

## Circonscription
- † Conservateur
- ‡ Travailliste
- ¤ Libéral Démocrate
- UKIP

| Circonscription                   | Électeur | Majorité | Member of Parliament | Member of Parliament | Opposition | Opposition      | Circonscriptions électorales, | Map |
| --------------------------------- | -------- | -------- | -------------------- | -------------------- | ---------- | --------------- | --- | --- |
| Arundel and South Downs CC        | 79 478   | 23 883   |                      | Nick Herbert†        |            | Caroline Fife‡  | Arun: Angmering, Arundel, Barnham, Findon, Walberton Chichester: Bury, Petworth, Wisborough Green Horsham: Bramber, Upper Beeding & Woodmancote, Chanctonbury, Chantry, Cowfold, Shermanbury & West Grinstead, Henfield, Pulborough & Coldwaltham, Steyning Mid Sussex: Hassocks, Hurstpierpoint & Downs |     |
| Bognor Regis and Littlehampton CC | 75 827   | 17 494   |                      | Nick Gibb†           |            | Alan Butcher‡   | Arun: Aldwick East, Aldwick West, Beach, Bersted, Brookfield, Felpham East, Felpham West, Ham, Hotham, Marine, Middleton-on-Sea, Orchard, Pagham & Rose Green, Pevensey, River, Wick with Toddington, Yapton |     |
| Chichester CC                     | 84 991   | 22 621   |                      | Gillian Keegan†      |            | Mark Farwell‡   | Chichester: Bosham, Boxgrove, Chichester East, Chichester North, Chichester South, Chichester West, Donnington, Easebourne, East Wittering, Fernhurst, Fishbourne, Funtington, Harting, Lavant, Midhurst, North Mundham, Plaistow, Rogate, Selsey North, Selsey South, Sidlesham, Southbourne, Stedham, Tangmere, West Wittering, Westbourne |     |
| Crawley BC                        | 73 425   | 2 459    |                      | Henry Smith†         |            | Tim Lunnon‡     | Crawley: Bewbush, Broadfield North, Broadfield South, Furnace Green, Gossops Green, Ifield, Langley Green, Maidenbower, Northgate, Pound Hill North, Pound Hill South & Worth, Southgate, Three Bridges, Tilgate, West Green |     |
| East Worthing and Shoreham CC     | 75 525   | 5 106    |                      | Tim Loughton†        |            | Sophie Cook‡    | Adur: Buckingham, Churchill, Cokeland, Eastbrook, Hillside, Manor, Marine, Mash Barn, Peverel, St Mary's, St Nicolas, Southlands, Southwick Green, Widewater Worthing: Broadwater, Gaisford, Offington, Selden |     |
| Horsham CC                        | 82 772   | 23 484   |                      | Jeremy Quin†         |            | Susannah Brady‡ | Horsham: Billingshurst & Shipley, Broadbridge Heath, Denne, Forest, Holbrook East, Holbrook West, Horsham Park, Itchingfield, Slinfold & Warnham, Nuthurst, Roffey North, Roffey South, Rudgwick, Rusper & Colgate, Southwater, Trafalgar Mid Sussex: Ardingly & Balcombe, Copthorne & Worth, Crawley Down & Turners Hill |     |
| Mid Sussex CC                     | 84 170   | 19 673   |                      | Nicholas Soames†     |            | Greg Mountain‡  | Mid Sussex: Ashurst Wood, Bolney, Burgess Hill Dunstall, Burgess Hill Franklands, Burgess Hill Leylands, Burgess Hill Meeds, Burgess Hill St Andrews, Burgess Hill Victoria, Cuckfield, East Grinstead Ashplats, East Grinstead Baldwins, East Grinstead Herontye, East Grinstead Imberhorne, East Grinstead Town, Haywards Heath Ashenground, Haywards Heath Bentswood, Hayward Heath Franklands, Haywards Heath Heath, Haywards Heath Lucastes, High Weald, Lindfield |     |
| Worthing West BC                  | 77 757   | 12 090   |                      | Peter Bottomley†     |            | Rebecca Cooper‡ | Arun: East Preston with Kingston, Ferring, Rustington East, Rustington West Worthing: Castle, Central, Durrington, Goring, Heene, Marine, Northbrook, Salvington, Tarring |     |

## Changements de limites
| Nom | limites précédentes                                 | limites actuelles |
| --- | --------------------------------------------------- | ----------------- |
| 1. Arundel and South Downs CC 2. Bognor Regis and Littlehampton CC 3. Chichester CC 4. Crawley BC 5. East Worthing and Shoreham CC 6. Horsham CC 7. Mid Sussex CC 8. Worthing West BC | Circonscriptions parlementaires dans le West Sussex | Révision proposée |

## Liste historique des circonscriptions du West Sussex

### De 1983 à 1997
- Arundel
- Chichester
- Crawley
- Horsham
- Mid Sussex
- Shoreham
- Worthing

### De 1974 à 1983
- Arundel
- Chichester
- Horsham and Crawley
- Shoreham
- Worthing

### De 1950 à 1974
- Arundel and Shoreham
- Chichester
- Horsham
- Worthing

Le Local Government Act 1972 a déplacé le district de Mid Sussex vers le West Sussex depuis East Sussex. Ce changement est entré en vigueur dans les circonscriptions électorales du Parlement pour 1983.

## Résultats

1997
2001
2005
2010
2015
2017

## Représentation historique par parti (ensemble du Sussex)

### 1885 à 1918
- Conservateur
- Libéral

| Circonscription         | 1885             | 1886             | 86               | 88               | 89               | 1892             | 93               | 94               | 1895             | 1900             | 03               | 04               | 05               | 1906            | 08              | Jan 1910        | 10             | Dec 1910       | 11             | 14              |
| ----------------------- | ---------------- | ---------------- | ---------------- | ---------------- | ---------------- | ---------------- | ---------------- | ---------------- | ---------------- | ---------------- | ---------------- | ---------------- | ---------------- | --------------- | --------------- | --------------- | -------------- | -------------- | -------------- | --------------- |
| Brighton (Deux membres) | Smith            | Smith            | Robertson        | Robertson        | Loder            | Loder            | Loder            | Loder            | Loder            | Loder            | Loder            | Loder            | Villiers         | Villiers        | Villiers        | Tryon           | Tryon          | Tryon          | Tryon          | Tryon           |
| Brighton (Deux membres) | Marriott         | Marriott         | Marriott         | Marriott         | Marriott         | Marriott         | Vernon-Wentworth | Vernon-Wentworth | Vernon-Wentworth | Vernon-Wentworth | Vernon-Wentworth | Vernon-Wentworth | Vernon-Wentworth | Ridsdale        | Ridsdale        | Rice            | Rice           | Rice           | Gordon         | Thomas-Stanford |
| Chichester              | C. Gordon-Lennox | C. Gordon-Lennox | C. Gordon-Lennox | W. Gordon-Lennox | W. Gordon-Lennox | W. Gordon-Lennox | W. Gordon-Lennox | Talbot           | Talbot           | Talbot           | Talbot           | Talbot           | Talbot           | Talbot          | Talbot          | Talbot          | Talbot         | Talbot         | Talbot         | Talbot          |
| East Grinstead          | Gregory          | Gathorne-Hardy   | Gathorne-Hardy   | Gathorne-Hardy   | Gathorne-Hardy   | Gathorne-Hardy   | Gathorne-Hardy   | Gathorne-Hardy   | Goschen          | Goschen          | Goschen          | Goschen          | Goschen          | Corbett         | Corbett         | Cautley         | Cautley        | Cautley        | Cautley        | Cautley         |
| Eastbourne              | Field            | Field            | Field            | Field            | Field            | Field            | Field            | Field            | Field            | Hogg             | Hogg             | Hogg             | Hogg             | Beaumont        | Beaumont        | Gwynne          | Gwynne         | Gwynne         | Gwynne         | Gwynne          |
| Hastings                | Brassey          | Noble            | Noble            | Noble            | Noble            | Noble            | Noble            | Noble            | Lucas-Shadwell   | Freeman-Thomas   | Freeman-Thomas   | Freeman-Thomas   | Freeman-Thomas   | H. du Cros      | Sir A. du Cros  | Sir A. du Cros  | Sir A. du Cros | Sir A. du Cros | Sir A. du Cros | Sir A. du Cros  |
| Horsham                 | Barttelot        | Barttelot        | Barttelot        | Barttelot        | Barttelot        | Barttelot        | Johnstone        | Johnstone        | Johnstone        | Johnstone        | Johnstone        | Turnour          | Turnour          | Turnour         | Turnour         | Turnour         | Turnour        | Turnour        | Turnour        | Turnour         |
| Lewes                   | Aubrey-Fletcher  | Aubrey-Fletcher  | Aubrey-Fletcher  | Aubrey-Fletcher  | Aubrey-Fletcher  | Aubrey-Fletcher  | Aubrey-Fletcher  | Aubrey-Fletcher  | Aubrey-Fletcher  | Aubrey-Fletcher  | Aubrey-Fletcher  | Aubrey-Fletcher  | Aubrey-Fletcher  | Aubrey-Fletcher | Aubrey-Fletcher | Aubrey-Fletcher | Campion        | Campion        | Campion        | Campion         |
| Rye                     | Brookfield       | Brookfield       | Brookfield       | Brookfield       | Brookfield       | Brookfield       | Brookfield       | Brookfield       | Brookfield       | Brookfield       | Hutchinson       | Hutchinson       | Hutchinson       | Courthope       | Courthope       | Courthope       | Courthope      | Courthope      | Courthope      | Courthope       |

### 1918 à 1950
- Conservateur
- Libéral

| Circonscription                       | 1918            | 21              | 1922      | 1923      | 24            | 1924          | 25            | 1929          | 1931         | 32        | 35        | 1935      | 36            | 37              | 40              | 41              | 42              | 44              | 1945          |
| ------------------------------------- | --------------- | --------------- | --------- | --------- | ------------- | ------------- | ------------- | ------------- | ------------ | --------- | --------- | --------- | ------------- | --------------- | --------------- | --------------- | --------------- | --------------- | ------------- |
| Brighton (Deux membres)               | Tryon           | Tryon           | Tryon     | Tryon     | Tryon         | Tryon         | Tryon         | Tryon         | Tryon        | Tryon     | Tryon     | Tryon     | Tryon         | Tryon           | Erskine         | Marlowe         | Marlowe         | Marlowe         | Marlowe       |
| Brighton (Deux membres)               | Thomas-Stanford | Thomas-Stanford | Rawson    | Rawson    | Rawson        | Rawson        | Rawson        | Rawson        | Rawson       | Rawson    | Rawson    | Rawson    | Rawson        | Rawson          | Rawson          | Rawson          | Rawson          | Teeling         | Teeling       |
| Chichester                            | Talbot          | Bird            | Bird      | Rudkin    | Rudkin        | Courtauld     | Courtauld     | Courtauld     | Courtauld    | Courtauld | Courtauld | Courtauld | Courtauld     | Courtauld       | Courtauld       | Courtauld       | Joynson-Hicks   | Joynson-Hicks   | Joynson-Hicks |
| East Grinstead                        | Cautley         | Cautley         | Cautley   | Cautley   | Cautley       | Cautley       | Cautley       | Cautley       | Cautley      | Cautley   | Cautley   | Cautley   | Clarke        | Clarke          | Clarke          | Clarke          | Clarke          | Clarke          | Clarke        |
| Eastbourne                            | Gwynne          | Gwynne          | Gwynne    | Gwynne    | Gwynne        | Lloyd         | Hall          | Marjoribanks  | Marjoribanks | Slater    | Taylor    | Taylor    | Taylor        | Taylor          | Taylor          | Taylor          | Taylor          | Taylor          | Taylor        |
| Hastings                              | Lyon            | Percy           | Percy     | Percy     | Percy         | Percy         | Percy         | Percy         | Percy        | Percy     | Percy     | Percy     | Percy         | Hely-Hutchinson | Hely-Hutchinson | Hely-Hutchinson | Hely-Hutchinson | Hely-Hutchinson | Cooper-Key    |
| Horsham and Worthing / Horsham (1945) | Turnour         | Turnour         | Turnour   | Turnour   | Turnour       | Turnour       | Turnour       | Turnour       | Turnour      | Turnour   | Turnour   | Turnour   | Turnour       | Turnour         | Turnour         | Turnour         | Turnour         | Turnour         | Turnour       |
| Worthing                              |                 |                 |           |           |               |               |               |               |              |           |           |           |               |                 |                 |                 |                 |                 | Prior-Palmer  |
| Lewes                                 | Campion         | Campion         | Campion   | Campion   | T. P. Beamish | T. P. Beamish | T. P. Beamish | T. P. Beamish | Loder        | Loder     | Loder     | Loder     | T. P. Beamish | T. P. Beamish   | T. P. Beamish   | T. P. Beamish   | T. P. Beamish   | T. P. Beamish   | T. V. Beamish |
| Rye                                   | Courthope       | Courthope       | Courthope | Courthope | Courthope     | Courthope     | Courthope     | Courthope     | Courthope    | Courthope | Courthope | Courthope | Courthope     | Courthope       | Courthope       | Courthope       | Courthope       | Courthope       | Cuthbert      |

### 1950 à 1983
- Conservateur
- Labour

| Circonscription                        | 1950          | 1951          | 54            | 1955          | 58           | 1959         | 1964       | 65            | 1966          | 69            | 1970          | 71            | 73            | Fev 1974      | Oct 1974      | 1979          |
| -------------------------------------- | ------------- | ------------- | ------------- | ------------- | ------------ | ------------ | ---------- | ------------- | ------------- | ------------- | ------------- | ------------- | ------------- | ------------- | ------------- | ------------- |
| Arundel and Shoreham / Shoreham (1974) | Cuthbert      | Cuthbert      | Kerby         | Kerby         | Kerby        | Kerby        | Kerby      | Kerby         | Kerby         | Kerby         | Kerby         | Luce          | Luce          | Luce          | Luce          | Luce          |
| Brighton Kemptown                      | Johnson       | Johnson       | Johnson       | Johnson       | Johnson      | James        | Hobden     | Hobden        | Hobden        | Hobden        | Bowden        | Bowden        | Bowden        | Bowden        | Bowden        | Bowden        |
| Brighton Pavilion                      | Teeling       | Teeling       | Teeling       | Teeling       | Teeling      | Teeling      | Teeling    | Teeling       | Teeling       | Amery         | Amery         | Amery         | Amery         | Amery         | Amery         | Amery         |
| Chichester                             | Joynson-Hicks | Joynson-Hicks | Joynson-Hicks | Joynson-Hicks | Loveys       | Loveys       | Loveys     | Loveys        | Loveys        | Chataway      | Chataway      | Chataway      | Chataway      | Chataway      | Nelson        | Nelson        |
| East Grinstead                         | Clarke        | Clarke        | Clarke        | Emmet         | Emmet        | Emmet        | Emmet      | Johnson Smith | Johnson Smith | Johnson Smith | Johnson Smith | Johnson Smith | Johnson Smith | Johnson Smith | Johnson Smith | Johnson Smith |
| Eastbourne                             | Taylor        | Taylor        | Taylor        | Taylor        | Taylor       | Taylor       | Taylor     | Taylor        | Taylor        | Taylor        | Taylor        | Taylor        | Taylor        | Gow           | Gow           | Gow           |
| Hastings                               | Cooper-Key    | Cooper-Key    | Cooper-Key    | Cooper-Key    | Cooper-Key   | Cooper-Key   | Cooper-Key | Cooper-Key    | Cooper-Key    | Cooper-Key    | Warren        | Warren        | Warren        | Warren        | Warren        | Warren        |
| Horsham / Horsham and Crawley (1974)   | Turnour       | Gough         | Gough         | Gough         | Gough        | Gough        | Hordern    | Hordern       | Hordern       | Hordern       | Hordern       | Hordern       | Hordern       | Hordern       | Hordern       | Hordern       |
| Hove                                   | Marlowe       | Marlowe       | Marlowe       | Marlowe       | Marlowe      | Marlowe      | Marlowe    | Maddan        | Maddan        | Maddan        | Maddan        | Maddan        | Sainsbury     | Sainsbury     | Sainsbury     | Sainsbury     |
| Lewes                                  | Beamish       | Beamish       | Beamish       | Beamish       | Beamish      | Beamish      | Beamish    | Beamish       | Beamish       | Beamish       | Beamish       | Beamish       | Beamish       | Rathbone      | Rathbone      | Rathbone      |
| Rye                                    |               |               |               | Irvine        | Irvine       | Irvine       | Irvine     | Irvine        | Irvine        | Irvine        | Irvine        | Irvine        | Irvine        | Irvine        | Irvine        | Irvine        |
| Arundel                                |               |               |               |               |              |              |            |               |               |               |               |               |               | Marshall      | Marshall      | Marshall      |
| Sussex Mid                             |               |               |               |               |              |              |            |               |               |               |               |               |               | Renton        | Renton        | Renton        |
| Worthing                               | Prior-Palmer  | Prior-Palmer  | Prior-Palmer  | Prior-Palmer  | Prior-Palmer | Prior-Palmer | Higgins    | Higgins       | Higgins       | Higgins       | Higgins       | Higgins       | Higgins       | Higgins       | Higgins       | Higgins       |

### 1983 à aujourd’hui
- Conservateur
- Green
- Indépendant
- Travailliste
- Libéral Démocrates

| Circonscription                              | 1983          | 1987          | 90            | 1992          | 1997          | 01            | 2001      | 2005      | 2010       | 2015      | 2017          |
| -------------------------------------------- | ------------- | ------------- | ------------- | ------------- | ------------- | ------------- | --------- | --------- | ---------- | --------- | ------------- |
| Arundel / Arundel and South Downs (1997)     | Marshall      | Marshall      | Marshall      | Marshall      | Flight        | Flight        | Flight    | Herbert   | Herbert    | Herbert   | Herbert       |
| Bexhill and Battle                           | Wardle        | Wardle        | Wardle        | Wardle        | Wardle        | →             | Barker    | Barker    | Barker     | Merriman  | Merriman      |
| Brighton Kemptown                            | Bowden        | Bowden        | Bowden        | Bowden        | Turner        | Turner        | Turner    | Turner    | Kirby      | Kirby     | Russell-Moyle |
| Brighton Pavilion                            | Amery         | Amery         | Amery         | Spencer       | Lepper        | Lepper        | Lepper    | Lepper    | Lucas      | Lucas     | Lucas         |
| Chichester                                   | Nelson        | Nelson        | Nelson        | Nelson        | Tyrie         | Tyrie         | Tyrie     | Tyrie     | Tyrie      | Tyrie     | Keegan        |
| Crawley                                      | Soames        | Soames        | Soames        | Soames        | Moffatt       | Moffatt       | Moffatt   | Moffatt   | Smith      | Smith     | Smith         |
| Eastbourne                                   | Gow           | Gow           | Bellotti      | Waterson      | Waterson      | Waterson      | Waterson  | Waterson  | Lloyd      | Ansell    | Lloyd         |
| Hastings and Rye                             | Warren        | Warren        | Warren        | Lait          | Foster        | Foster        | Foster    | Foster    | Rudd       | Rudd      | Rudd          |
| Horsham                                      | Hordern       | Hordern       | Hordern       | Hordern       | Maude         | Maude         | Maude     | Maude     | Maude      | Quin      | Quin          |
| Hove                                         | Sainsbury     | Sainsbury     | Sainsbury     | Sainsbury     | Caplin        | Caplin        | Caplin    | Barlow    | Weatherley | Kyle      | Kyle          |
| Lewes                                        | Rathbone      | Rathbone      | Rathbone      | Rathbone      | Baker         | Baker         | Baker     | Baker     | Baker      | Caulfield | Caulfield     |
| Shoreham / East Worthing and Shoreham (1997) | Luce          | Luce          | Luce          | Stephen       | Loughton      | Loughton      | Loughton  | Loughton  | Loughton   | Loughton  | Loughton      |
| Mid Sussex                                   | Renton        | Renton        | Renton        | Renton        | Soames        | Soames        | Soames    | Soames    | Soames     | Soames    | Soames        |
| Wealden                                      | Johnson Smith | Johnson Smith | Johnson Smith | Johnson Smith | Johnson Smith | Johnson Smith | Hendry    | Hendry    | Hendry     | Ghani     | Ghani         |
| Worthing / Worthing West (1997)              | Higgins       | Higgins       | Higgins       | Higgins       | Bottomley     | Bottomley     | Bottomley | Bottomley | Bottomley  | Bottomley | Bottomley     |
| Bognor Regis and Littlehampton               |               |               |               |               | Gibb          | Gibb          | Gibb      | Gibb      | Gibb       | Gibb      | Gibb          |